# Henri Chrétien
El professor Henri Chrétien (1 de febrer de 1879 a París, França - 6 de febrer de 1956 a Washington, Districte de Columbia, EUA) va ser un inventor conegut pel seu treball en l'ús de miralls hiperbòlics pel telescopi Ritchey-Chrétien, però sobretot per ser qui va desenvolupar el procés de pantalla ampla anamòrfica que va donar lloc al CinemaScope.

## Biografia
El seu pare era artesà i després d'acabar els estudis primaris va entrar com a aprenent en una impremta el 1891. Participant en la impressió del Journal of Elementary Mathematics va començar la seva curiositat per les matemàtiques. Això el va portar a estudiar enginyeria i física arribant a obtenir el doctorat, cosa que li va permetre entrar a la Sorbona i a l'Institut d'Òptica.
El seu interès per l'astronomia el va portar a estar involucrat en l'estudi de meteors i cometes entre els anys 1900 i 1906. L'any 1910, treballant a l'Observatori Mount Wilson va conèixer a George Willis Ritchey, començant una amistat duradora. Junts van obtenir fotografies de nebuloses i altres objectes amb el recentment construït telescopi de 60 polzades. Va ser llavors quan Richey li va proposar a Chrétien estudiar des del punt de vista teòric si seria possible millorar la qualitat de les imatges canviant la forma convencional dels miralls del telescopi. Chrétien va publicar el resultat del seu estudi l'any 1922 a la Revue d'Optique. El telescopi espacial Hubble es va basar en aquest concepte.
Encara que sistemes semblants al procés de pantalla ampla anamòrfica ja s'havien patentat anteriorment, Chrétien va desenvolupar el seu mètode durant la Primera Guerra Mundial pel seu ús en periscopis de tancs. Així doncs, Chrétien no va inventar l'objectiu anamòrfic, però el va millorar per a usos cinematogràfics. Va anomenar el seu procés "Hypergonar" (del llatí gonos, que significa angle) i a les seves lents, “anamòrfiques”, i l'any 1926 el va patentar. Aquest procés en usos cinematogràfics va donar com a resultat una relació d'aspecte de 2.66: 1. Posteriorment, aquesta relació es reduiria a 2,55: 1 i 2,35: 1 per donar cabuda a les bandes sonores magnètiques i després a l'addició de la pista òptica. El nom d'Anamorphoscope també va ser utilitzat per Chrétien
A l'Òpera de París celebrada el 7 d'abril de 1927 va tenir lloc l'estrena de Napoleó d'Abel Gance. Henri Chrétien va assistir-hi i va quedar molt impressionat pel procés de Polyvision, consistent en la projecció simultània de tres fragments de pel·lícula mitjançant tres projectors diferents que emetien tres imatges juxtaposades sobre una pantalla horitzontal de grans dimensions. Va pensar que el procés Hypergonar era la resposta a la complexitat de Polyvision.
A l'EXPO de París de 1937, Henri Chrétien va presentar dues pel·lícules amb un concepte similar al Cinerama.
L'any 1951 Henri Chrétien va realitzar algunes proves amb el seu Hypergonar, que es van mostrar en el Congrés Tècnic Internacional de Torí (Itàlia).
No obstant això, el procés de Chrétien va quedar aturat fins que el president de la 20th Century Fox, Spyros Skouras, va adquirir els drets l'any 1952. El personal de la companyia Fox va desenvolupar encara més el sistema, i l'empresa òptica nord-americana Bausch & Lomb va perfeccionar la lent per reduir la distorsió. La primera pel·lícula en utilitzar el refinat procés CinemaScope va ser La túnica sagrada, l'any 1953.
Per la creació d'aquest procés, Chretien va rebre un Premi de l'Acadèmia de les Arts i les Ciències Cinematogràfiques, l'any 1954.
Va ser un dels fundadors de l'Institut d'òptica teòrica i aplicada i professor a la SupOptique (Escola Superior d'Òptica).

## Treballs en Pel·lícules
Henri Chrétien sempre va estar fascinat pel món del cinema, i va treballar en diverses pel·lícules en aspectes tècnics.
- Nouveaux horizons (curtmetratge documental - acreditat com assessor tècnic - com Pr Chrétien) (1954)
- Panoramas au fil de l'eau (curtmetratge documental - acreditat com creador de processos hipergonals) (1937)
- Phénomènes électriques (curtmetratge - acreditat com creador de processos hipergonals) (1937)
- Une Visite aux Merveilles de l'Exposition Coloniale Internationale (curtmetratge documental - acreditat com creador de processos hipergonales) (1931)
- Construire un feu (curtmetratge - acreditat com creador de processos hipergonals) (1930)

## Distincions
Al llarg de la seva carrera, Henri Chrétien es va fer mereixedor de diversos premis i honors pels seus invents.

### Honors
- Creu de la Legió d'Honor pels seus treballs en balística i aerodinàmica en la Primera Guerra Mundial.
- Oficial de la Legió d'Honor el 1949.

### Premis
- Premi Hirn de l'Acadèmia de les Ciències de França.
- Premi Oscar pel seu treball en el CinemaScope (1954)[4]

### Epònims
- Els premis Chrétien International Research Grants, en el camp de l'Astronomia, reben el seu nom en el seu honor
- El cràter lunar Chrétien